# クィントゥス・カエキリウス・メテッルス・マケドニクス
クィントゥス・カエキリウス・メテッルス・マケドニクス（ラテン語: Quintus Caecilius Metellus Macedonicus、紀元前210年頃 - 紀元前116年または115年）は、共和政ローマの政治家、軍人である。紀元前143年にはアッピウス・クラウディウス・プルケルと共にコンスルを務めた。また、第四次マケドニア戦争では総司令官として活躍した。結果、マケドニアはローマの属州となり、その功により「マケドニクス」の尊称を得た。

## 生涯

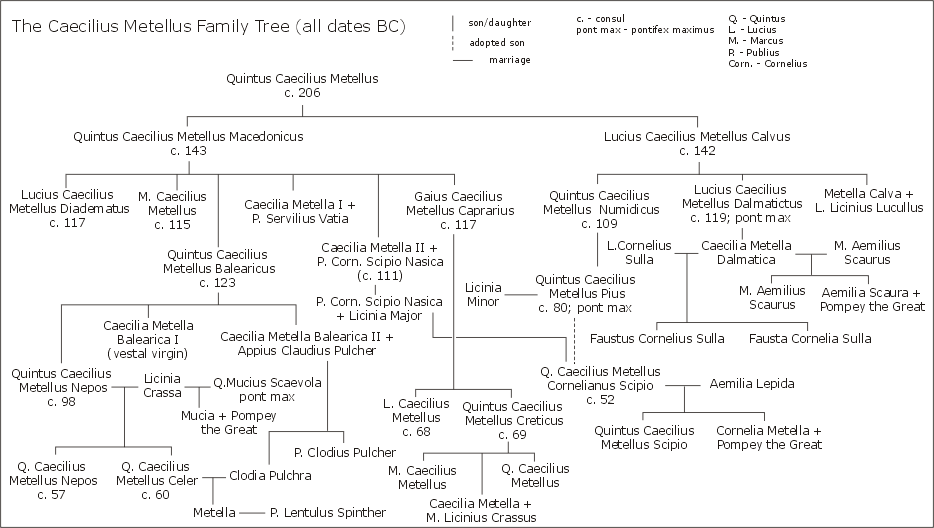
カエキリウス・メテッルス家系図

紀元前210年頃、クィントゥス・カエキリウス・メテッルス（紀元前206年の執政官）の長男として生まれた。弟にルキウス・カエキリウス・メテッルス・カルウスがいる。職歴はプラエトル(紀元前148年)、コンスル(紀元前143年)、近ヒスパニア属州総督(紀元前142年)、ケンソル(紀元前131年)である。
紀元前168年に第三次マケドニア戦争が終結した際、司令官ルキウス・アエミリウス・パウルス・マケドニクスの勝利をローマに報告している。その後、アンティゴノス朝マケドニアは滅び、マケドニアは四つの自治州へと分割された。その約二十年後の紀元前149年、王国最後の王ペルセウスの子ピリップスを自称したアンドリスコスがローマからの独立を宣言し、第四次マケドニア戦争が勃発した。
開戦直後はマケドニアが優勢だったが、翌紀元前148年、プラエトルのメテッルスが総司令官としてローマから派遣され、ピュドナの戦いでマケドニアを破った。アンドリスコスは捕らえられ、マケドニアは正式にローマの属州となった。
紀元前147年、メテッルスはスカルフェイアの戦いでクリトラオスを破り、翌紀元前146年にはカイロネイアでアルカディアの軍を破った。これと同時期に、コリントスの住民が訪問したローマ元老院議員に対し無礼な言動を働くという事件が起こったため、ローマからコンスルのルキウス・ムンミウスが派遣された。これを聞いたメテッルスはムンミウスがギリシアに到着する前にコリントスを平定しようとした。ポリュビオスによれば、ペロポネソスが政情不安定なことを聞いたメテッルスが、ガイウス・ファンニウスらを派遣し、コリントスで開かれていた集会で敵対的な人々を説得したものの、アカイア同盟のクリトラオスは人々を扇動した。アカイアでクリトラオスを破り、その後任者ディアイオスをも破ったという。
メテッルスはマケドニア平定の功績により「マケドニクス」の尊称を得た。イタリアに戻って凱旋式を挙行した後、カンプス・マルティウス（マルスの野）にカエキリウスのポルチコ（後にオクタヴィウスのポルチコとなる）およびユピテルとユノーに捧げられた大神殿を建設した。これはローマで初めての大理石を用いた建造物であり、メテッルスがギリシアから持ち帰った、アレクサンドロスの配下の武将達の騎乗像で装飾されていた。
紀元前143年、コンスルとなったメテッルスはイベリア半島に遠征してウィリアトゥス率いるケルティベリア人（ガリアからイベリア半島に来たケルト人と、イベリア人の子孫）を破り、これを従えた（ヌマンティア戦争）。
紀元前131年にはケンソルに選ばれたメテッルスは、ローマの風紀退廃に歯止めをかけることを明確に宣誓した。任命時に行った演説において彼は、放蕩を防ぐため全市民に婚姻を義務付けると述べた。しかしこれは大衆の強い反発を買い、暴徒によりタルペーイアの岩（カピトリヌスの丘の南にある崖。ここから突き落とす処刑が多く行われていた）から落とされて殺されそうになったが、危うく難を逃れた。

## 人物
ケンソルになった後、メテッルスはスキピオ・アエミリアヌスと不和になるが、彼の功績を忘れることはなかった。スキピオが亡くなった時には嘆き悲しみ、息子たちにその遺体を火葬の薪に入れる役を命じた。メテッルスは幸運なローマ人の模範とされている。弁舌や芸術の才に恵まれ、文武の名誉を併せ持ち、四人の息子（皆コンスルとなった）に恵まれたからである。さらに、二人の娘のそれぞれの夫のプブリウス・コルネリウス・スキピオ・ナシカ・セラピオとガイウス・セルウィリウス・ウァティアもまた、コンスルとなった。

## 子女
- クィントゥス・カエキリウス・メテッルス・バリアリクス
- ルキウス・カエキリウス・メテッルス・ディアデマトゥス
- マルクス・カエキリウス・メテッルス
- ガイウス・カエキリウス・メテッルス・カプラリウス
- カエキリア・メテッラ - プブリウス・コルネリウス・スキピオ・ナシカ・セラピオの妻
- カエキリア・メテッラ - ガイウス・セルウィリウス・ウァティアの妻